# 음력 1월 20일
음력 1월 20일은 음력 1월의 20번째 날이다.

## 문화
- 2016년 - 수인선이 송도역 ~ 인천역까지 연장 구간이 개통되었다.
- 2024년 - 신기한나라TV 폐국.

## 탄생
- 1975년 - 대한민국의 배우 이선균.
- 1984년
  - 대한민국의 가수 이석훈 (SG 워너비).
  - 대한민국의 래퍼 슬리피 (언터쳐블).
- 1994년 - 대한민국의 가수 박보람.

## 같이 보기
- 음력 360일: 1월 2월 3월 4월 5월 6월 7월 8월 9월 10월 11월 12월
- 전날:1월 19일 다음날:1월 21일 - 전달:12월 20일 다음달:2월 20일
- 양력:1월 20일
- 음력, 윤달